# Aeropuerto de Sylt
El Aeropuerto de Sylt (IATA: GWT, OACI: EDXW) es el aeropuerto de la isla de Sylt ubicado en el municipio de Sylt, Alemania.

## Aerolíneas y destinos
Las siguientes aerolíneas operan vuelos regulares al Aeropuerto de Sylt:
| Ciudad             | Nombre del aeropuerto                                  | Aerolíneas                            | Aeronaves       | Frecuencias semanales |        |
| Europa             | Europa                                                 | Europa                                | Europa          | Europa                | Europa |
| ------------------ | ------------------------------------------------------ | ------------------------------------- | --------------- | --------------------- | ------ |
| Alemania           |                                                        |                                       |                 |                       |        |
| Düsseldorf         | Aeropuerto Internacional de Düsseldorf                 | Eurowings                             |                 |                       |        |
| Fráncfort del Meno | Aeropuerto de Fráncfort del Meno                       | Lufthansa (Estacional)                |                 |                       |        |
| Hamburgo           | Aeropuerto de Hamburgo                                 | Sylt Air (Estacional)                 |                 |                       |        |
| Kassel             | Aeropuerto de Kassel                                   | Rhein-Neckar Air (Chárter estacional) | Dornier 328-110 |                       |        |
| Mannheim           | Aeropuerto de la Ciudad de Mannheim                    | Rhein-Neckar Air (Estacional)         | Dornier 328-110 |                       |        |
| Múnich             | Aeropuerto Internacional de Múnich-Franz Josef Strauss | Lufthansa (Estacional)                |                 |                       |        |
| Stuttgart          | Aeropuerto de Stuttgart                                | Eurowings (Estacional)                |                 |                       |        |
| Luxemburgo         |                                                        |                                       |                 |                       |        |
| Luxemburgo         | Aeropuerto de Luxemburgo Findel                        | Luxair (Estacional)                   |                 |                       |        |
| Suiza              |                                                        |                                       |                 |                       |        |
| Zúrich             | Aeropuerto Internacional de Zúrich                     | Swiss                                 |                 |                       |        |

## Estadísticas
Ver fuente y consulta Wikidata.